# Kabelfabriksmuseerna

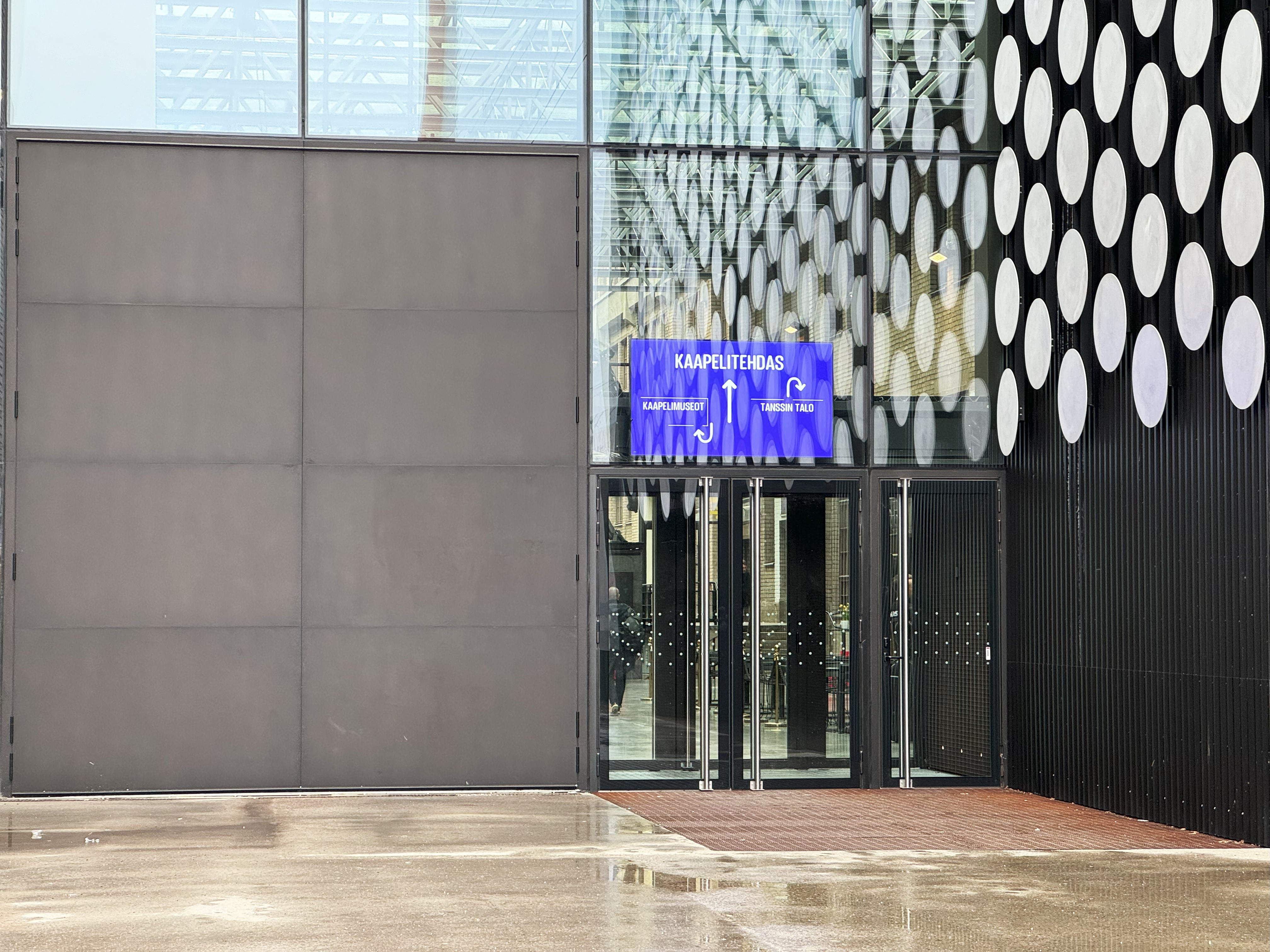
Genom Kabelfabrikens ljusgård når man både Kabelfabriksmuseerna och Dansens hus.

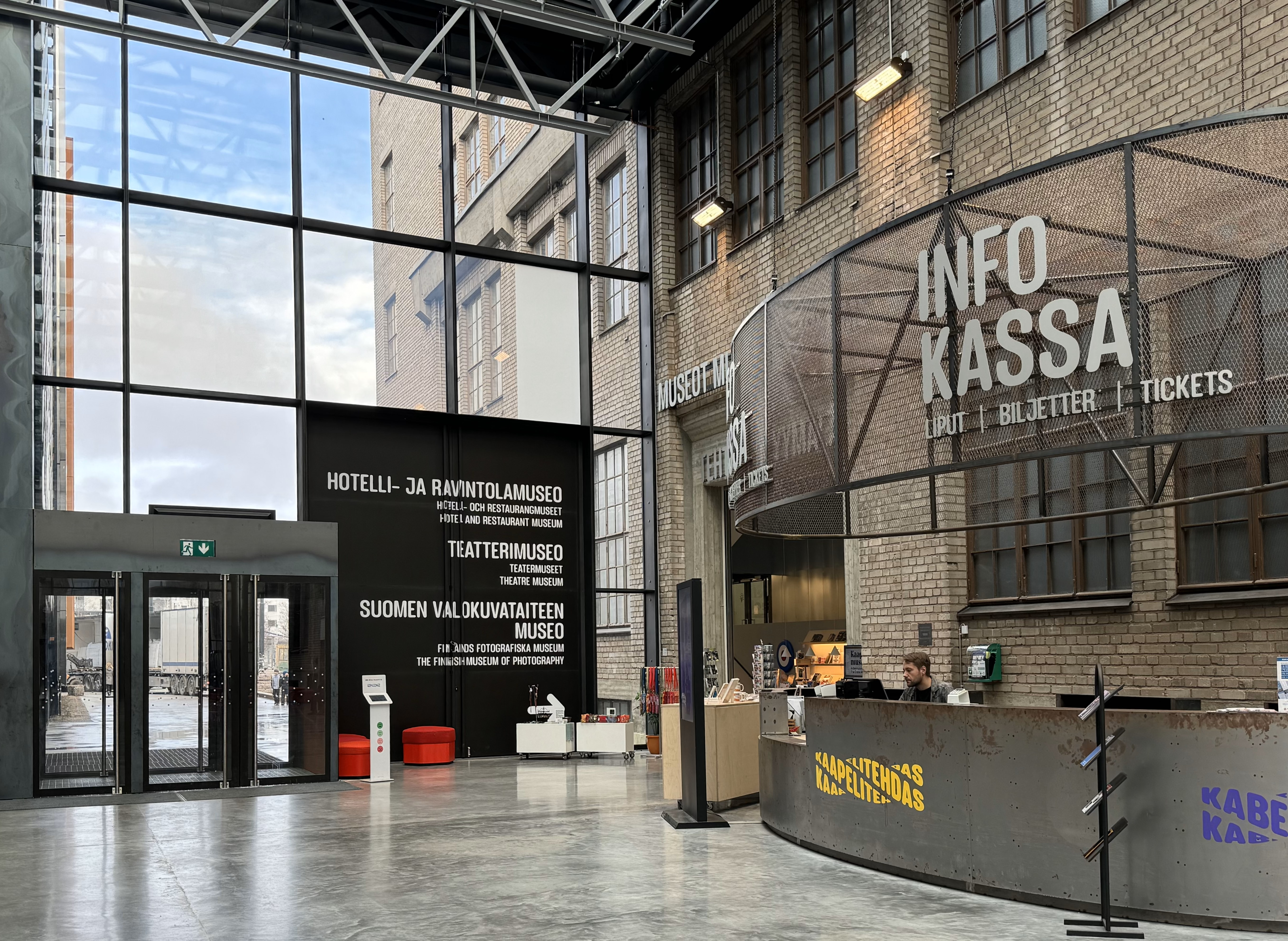
Kabelfabrikens ljusgård, som leder vidare till bland andra Kabelfabriksmuseerna.

Kabelfabriksmuseerna (finska: Kaapelimuseot) är ett finländskt  museicentrum, som ligger i Kabelfabriken i Gräsviken i Helsingfors. I Kabelfabriksmuseerna ingår Finlands fotografiska museum, Teatermuseet och Finlands hotell- och restaurangmuseum. I kulturhuset Kabelfabriken finns också 
Dansens hus, gallerier och andra kulturinstitutioner.